# Octobre 1806

## Événements
- 8 octobre :

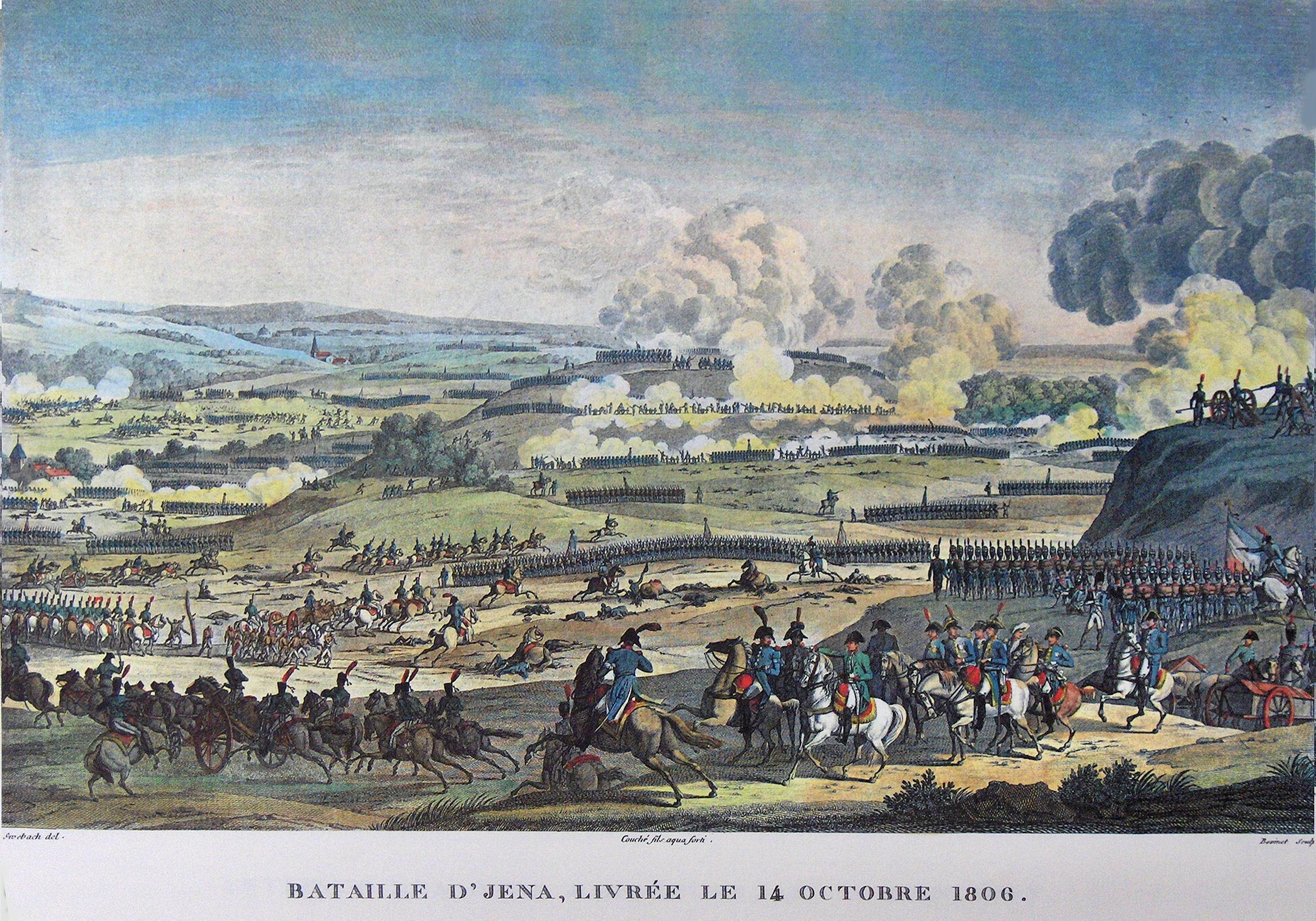
14 octobre : bataille d'Iéna.

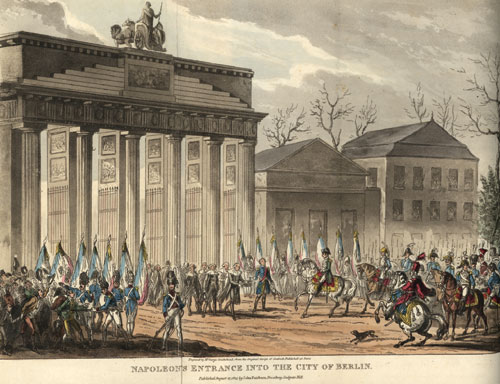
27 octobre : Napoléon à Berlin, gravure de John Cumberland, 1828

  - La Grande Armée qui stationne en Allemagne du Sud entre immédiatement en campagne, se plaçant entre les deux armées prussiennes[1].
  - Les Britanniques utilisent des fusées Congreve contre la ville de Boulogne[2].

- 9 octobre : victoires française sur la Prusse et la Saxe aux batailles de Saalbourg et de Schleiz[3].

- 10 octobre : victoire française sur la Prusse à la bataille de Saalfeld[1].

- 14 octobre : victoires simultanées de Napoléon et de Davout à Iéna et Auerstadt contre les Prussiens Hohenlohe et Brunswick[1].

- 17 octobre :
  - Assassinat de Jacques Ier (alias Jean-Jacques Dessalines), empereur d'Haïti depuis 1804[4].
  - Combat de Halle[5].

- 20 octobre : les troupes françaises passent l’Elbe à Wittemberg et Dessau tandis que les Prussiens la traversent à Magdebourg[6]. Murat et ses cavaliers poursuivent les forces ennemies jusqu'à Berlin. Rejetés en province de Prusse-Orientale, les Prussiens font leur jonction avec les troupes russes.

- 22 octobre - 8 novembre : siège et prise de Magdebourg par les Français[7].

- 27 octobre : Napoléon entre dans Berlin[1].

- 28 octobre :
  - Combat de Prentzlow[1].
  - Les troupes russes franchissent le Dniestr en envahissent les provinces danubiennes[8].

- 29 octobre - 17 décembre : élections générales au Royaume-Uni[9].
  - Échec d’une nouvelle campagne des radicaux en faveur de la réforme électorale au Royaume-Uni (1806-1809)[10].

## Naissances
- 28 octobre : Alphonse Pyrame de Candolle († 1893), botaniste suisse.

## Décès
- 9 octobre : Benjamin Banneker (né en 1731), astronome, fabricant d'horloges et éditeur américain.
- 22 octobre : Thomas Sheraton (né en 1751), designer de meubles britannique.